# Дембица (гуми)
„Дембѝца“ (на полски: Dębica) е производител на гуми от Полша. Дружеството е основано през 1937 г. Към 2014 г. компанията продава продуктите си в 60 страни на шест континента и е най-големият полски производител на леки и товарни гуми. Гудиър притежава 81,396% от акционерния капитал на Дружеството.

## Хронология
- 1937 – Основаване на „Дембица“ и започване на строеж на нужната база
- 1938 – Изграждане на производствена сграда с обем от 59 500 кубически метра
- 1939 – На 30 март е произведена първата гума „Дембица“. На 4 април на тържествена церемония бранда „Дембица“ е официално открит
- 1940 – Производствените помещения и мощности на Дебица по време на немската окупация са придобити от Continental Gummiwerke AG Hanover
- 1945 – В първите години след края на войната работата в „Дембица“ е съсредоточена по възстановяване на производственото оборудване и работен процес
- 1988 – Планирано е производство от 800 000 гуми годишно
- 1991 – В страната настъпва масова приватизация и „Дембица“ става АД, изцяло собственост на държавата
- 1995 – В началото на декември контролния пакет акции в размер на 50,79% е придобит от „The Goodyear Tyre & Rubber Company“
- 1997 – „Гудиър“ прехвърля в „Дембица“ производството на гуми за селскостопанския отрасъл, което по-рано се е произвеждало във Фулда (Германия) и Амиен (Франция)
- 1998 – пуснат е в експлоатация нов съвременен завод за производство на радиални гуми за товарни автомобили. „Дембица“ става единствения производител на вътрешни гуми за Goodyear в цяла Европа
- 2000 – построяване на нов и модерен логистичен център с площ за складиране на гуми от 30 000 m².
- 2005 – разширяване на логистичния център до площ за складиране на гуми от 46 000 m².
- 2010 – „Дембица“ е сертифицирана по спазване на стандартите за качество ISO 9001, QS 9000, ISO 14001, ISO / TS 16949